# Wadi-us-Salaam

Wadi-us-Salaam

Wadi-us-Salaam (Vallei van vrede) in de Iraakse stad Najaf is de grootste Islamitische begraafplaats, tevens de grootste in de wereld. 
Op de begraafplaats liggen veel belangrijke sjiitische geestelijken. De begraafplaats is vlak bij de Imam Alimoskee, de rustplaats van imam Ali, de vierde soennitische kalief en de eerste sjiitische imam.
De begraafplaats is naar schatting 601 hectare groot en er liggen ongeveer vijf miljoen graven. 